# Gouverneur de la province de Flandre-Occidentale
 (octobre 2024).
Si vous disposez d'ouvrages ou d'articles de référence ou si vous connaissez des sites web de qualité traitant du thème abordé ici, merci de compléter l'article en donnant les références utiles à sa vérifiabilité et en les liant à la section « Notes et références ».
Le Gouverneur de la province de Flandre-Occidentale ou Gouverneur de Flandre-Occidentale est le Commissaire des Gouvernements régional, communautaire et fédéral en Flandre-Occidentale.
Il assiste aux séances du conseil provincial devant lequel il peut prendre la parole.

## Histoire
À la suite de la révolution belge et de l'indépendance de la Belgique en 1830, la province de Flandre-Occidentale connu une industrialisation croissante, en particulier dans les villes comme Bruges, Courtrai et Ostende, jouant aussi du faite qu'elle est la seule province belge bordée par la mer. Son premier gouverneur a été Félix de Mûelenaere de 1830 à 1848. Pendant la Première Guerre mondiale, la province a été le théâtre de certaines des batailles les plus brutales, notamment la bataille de Passchendaele. Depuis lors, la province s'est reconstruite et s'est développée économiquement, tout en préservant son riche patrimoine culturel et historique.

## Nomination
Le gouverneur est nommé par le Roi des Belges sur proposition du gouvernement fédéral. Le processus de nomination comprend généralement une sélection basée sur des critères tels que l'expérience administrative, la compétence professionnelle et la connaissance de la région concernée. Une fois choisi, le gouverneur est officiellement nommé par le Roi et prend ses fonctions dans la province désignée.

## Rôle
Le gouverneur de Flandre-Occidentale est le représentant de l'État belge dans la province de Flandre-Occidentale. Son rôle principal est de veiller à ce que les lois et les décrets nationaux et régionaux soient appliqués dans la province. Il est également chargé de coordonner les activités des différentes administrations provinciales et locales, ainsi que de représenter l'État lors d'événements officiel. Le gouverneur joue un rôle important dans la gestion des situations d'urgence et de crise, telles que les catastrophes naturelles ou les situations de sécurité publique. En tant que tel, le gouverneur exerce des fonctions à la fois administratives et représentatives dans la province.

## Pouvoirs du gouverneur

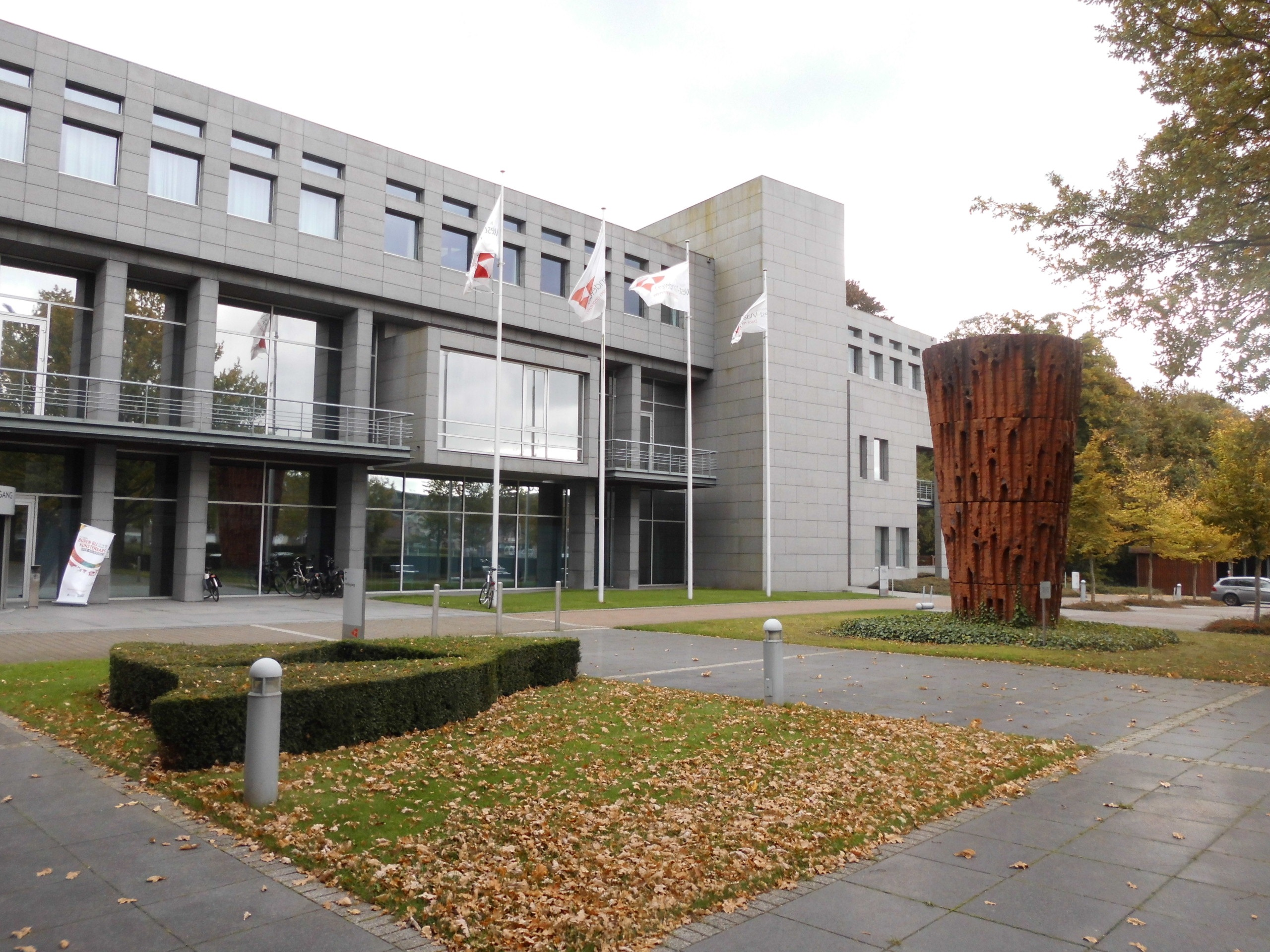
Le Maison provincial à Bruges.

Le gouverneur de Flandre-Occidentale dispose de plusieurs pouvoirs et responsabilités, notamment :
Exécution des lois et des décrets : Le gouverneur veille à ce que les lois nationales et régionales soient appliquées dans la province de Flandre-Occidentale.
Coordination administrative : Il coordonne les activités des différentes administrations provinciales et locales afin de garantir une gestion efficace des affaires publiques.
Représentation de l'État : Le gouverneur représente l'État belge dans la province lors d'événements officiels et de cérémonies.
Sécurité publique : Il est chargé de maintenir l'ordre public et la sécurité dans la province, en coopération avec les autorités locales et les forces de l'ordre.
Supervision des élections : Il supervise l'organisation des élections provinciales et communales dans sa province.
Contrôle budgétaire : Le gouverneur contrôle l'exécution des budgets des provinces et des communes de sa province